# Archidiecezja barska

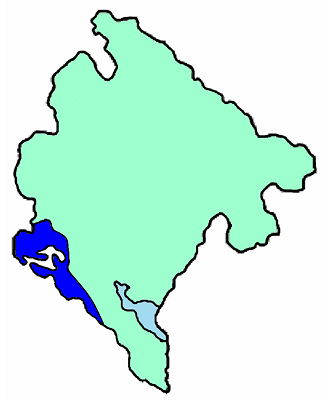
Archidiecezja barska (na zielono)

Archidiecezja barska (łac.: Archidioecesis Antibarensis) – katolicka archidiecezja czarnogórska, obejmująca swoim zasięgiem większą część kraju. Siedziba arcybiskupa znajduje się w katedrze Niepokalanego Poczęcia NMP w Barze.

## Historia
- 900 – utworzenie diecezji Antivari
- 1034 – przekształcenie jej w archidiecezję, podległą bezpośrednio do Stolicy Apostolskiej

## Biskupi
- biskup diecezjalny – abp Rrok Gjonlleshaj
- biskup senior – abp Zef Gashi

## Główne świątynie
- Katedra Niepokalanego Poczęcia Najświętszej Maryi Panny w Barze
- Konkatedra św. Piotra Apostoła w Barze